# 山口雪渓
山口 雪渓（やまぐち せっけい、正保四年（1648年） - 享保17年9月4日（1732年10月22日））は、江戸時代中期の京都で活躍した漢画系の絵師。名は宗雪。別号を梅庵、白隠など。

## 経歴

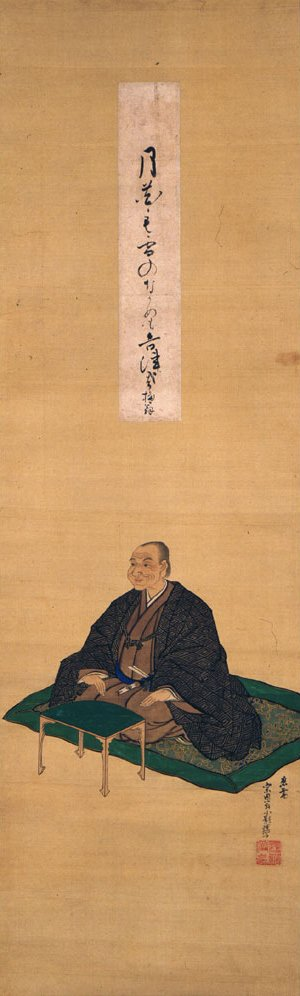
「西山宗因像」 江戸時代中期 八代市立博物館・未来の森ミュージアム蔵

長谷川等伯の四男長谷川左近（1593年 - ？）の門弟とされる。両者は生年が50歳以上も離れており直接師事したとは考えにくいが、「桜楓図屏風」（醍醐寺蔵）の作風から長谷川派に学んだ可能性は高い。また、京狩野の狩野永納に学んだとする説もある。粉本主義に反発し、宋・元時代や室町時代から桃山時代の水墨画に傾倒した。特に雪舟と牧谿に私淑し、一字ずつもらい雪渓と号したという。東之寺内に住み、墓所は中京区の善導寺。
仏画の遺作が多い一方、水墨画の花鳥画や人物画は、狩野派の特に狩野永徳や海北友松に倣った復古的な画風を示す。寛政4年（1792年）版『諸家人物志』では「花卉人物ヲ描クミナ奇想ニ出ツ」と、その画風を「奇想」と評している。中林竹洞は著書『画道金剛杵』付属の「古今画人品評」で、下上品の唐絵の項目に雪渓を挙げている。
弟子に、後に望月派の派祖となる望月玉蟾がいる。

## 作品
| 作品名                             | 技法         | 形状・員数 | 所有者                       | 年代               | 款記・印章                                            | 備考                                   |
| ---------------------------------- | ------------ | ---------- | ---------------------------- | ------------------ | ----------------------------------------------------- | -------------------------------------- |
| Lions; Tiger and Leopard           | 紙本金地著色 | 六曲一双   | クリーブランド美術館         | 1668年（寛文8年）  |                                                       |                                        |
| 桜楓図屏風                         | 紙本金地著色 | 六曲二双   | 醍醐寺（京都国立博物館寄託） |                    |                                                       |                                        |
| 大涅槃図                           |              |            | 清水寺                       | 1708年（宝永5年）  | 款記「宝永五年二月十二日雪渓六十一歳筆」              |                                        |
| 涅槃図                             | 絹本著色     | 1幅        | 西雲寺（上京区）             | 1715年（正徳5年）  | 款記「雪渓筆」/「白隠」朱文方印・「雪渓」白文方印     |                                        |
| 人物花鳥山水図押絵貼屏風           | 紙本墨画淡彩 | 六曲一双   | 朝田寺（松阪市）             | 1716年（享保元年） | 款記「行年七十三歳雪渓筆」                            |                                        |
| 行蓮社像                           |              |            | 真正極楽寺                   | 1718年（享保3年）  |                                                       |                                        |
| 十六羅漢図                         |              |            | 報恩寺                       | 1720年（享保5年）  |                                                       | 同寺は「維摩図」も所蔵                 |
| 十六羅漢図                         |              |            | 善導寺                       |                    |                                                       | 同寺は「三十三観音図」「観音図」も所蔵 |
| 十六羅漢図                         | 紙本著色     | 16幅       | 大倉集古館                   |                    |                                                       |                                        |
| 酔李白図                           | 紙本淡彩     | 1幅        | 金戒光明寺                   |                    |                                                       |                                        |
| 梅雀図                             |              |            | 天寧寺                       |                    |                                                       |                                        |
| 達磨図                             |              |            | 大心院                       |                    |                                                       |                                        |
| 寿老唐子図                         |              |            | 仁和寺                       |                    |                                                       |                                        |
| 「群仙図」「花鳥図」「山水人物図」 |              |            | 妙心寺塔頭春甫院             |                    |                                                       | 方丈障壁画                             |
| 秋冬山水図                         |              |            | 妙心寺養源院                 |                    |                                                       |                                        |
| 山水墨画（襖絵八面）               |              |            | 源光庵                       |                    |                                                       |                                        |
| 弾琴図                             |              |            | 曇華院                       |                    |                                                       |                                        |
| 開山国師関山慧玄頂相               | 絹本著色     | 1幅        | 曹源寺（岡山市）             |                    |                                                       |                                        |
| 泯江禅師像                         | 絹本著色     | 1幅        | 本源寺（茨木市）             |                    | 款記「雪渓筆」/「鼻州等心」朱文方印・「雪渓」白文方印 | 江西祖領後賛（寛保元年（1741年））     |
| 瀟湘八景図屏風                     | 紙本金地墨画 | 六曲一双   | シカゴ美術館                 |                    |                                                       |                                        |